# Plagiothecium ovalifolium
Plagiothecium ovalifolium Cardot, 1905 è un muschio pleurocarpo della famiglia Plagiotheciaceae.

## Descrizione
Piante di medie dimensioni, autoiche. Il gametofito ha fusticini (caulidi) striscianti o più o meno eretti, lunghi fino a 3 cm, che portano foglioline vegetative (fillidi) ampiamente distanziate e strettamente decorrenti, con i margini fogliari basali che si estendono oltre il punto d’inserzione per una lunghezza fino a 10 cellule. Sono lisce, divaricate, di forma ovata o oblungo-ovata, lunghe 1,1-1,4 mm, gradualmente e largamente acute.
La lamina fogliare, a margine intero o, raramente, denticolato verso l'apice, è quasi dappertutto ricurva e formata da un solo strato di cellule esagonali allungate, a parete sottile, aventi dimensioni 85-130 × (9-)14-20 µm. Nei margini basali sono presenti poche cellule alari, scarsamente differenziate, da rettangolari a quadrate, talvolta un po' rigonfie (enfiate) e sferiche, larghe 14-20 µm. È presente una corta nervatura doppia. Le foglie pericheziali sono largamente oblunghe, convolute, con cellule larghe 6-9 µm, a pareti sottili.
Lo sporofito ha una seta rossastra, liscia, ritorta verso sinistra, lunga 2-2,5 mm che porta una capsula bruna, liscia, di forma cilindrica lunga circa 2,5 mm, piegata verso il basso. Opercolo conico-convesso con un breve apice allungato (becco) obliquo. Esotecio con cellule esotecali sub-rettangolari o isodiametriche a pareti longitudinali ispessite. Peristomio doppio: denti dell'esostomio inferiormente striato-papillosi e papillosi distalmente, endostomio papilloso-spiculato con un'alta membrana basale, segmenti carenati, fortemente perforati, ciglia singole. Spore sferiche di 9-12 µm di diametro, rugose, finemente papillose. Caliptra divisa solo da un lato.
Come in tutte le briofite, il ciclo ontogenetico è aplodiplonte isosporeo, con alternanza di generazione antitetica eteromorfa e prevalenza della generazione gametofitica (aploide) su quella sporofitica (diploide).

## Distribuzione e habitat
P. ovalifolium è diffuso nell'estreme regioni meridionali del Continente sudamericano: in Patagonia argentina, rinvenuto fino al limite settentrionale di 50°S, nella Bahia Onelli del Lago Argentino, nella provincia di Santa Cruz, nella Regione di Magellano e dell'Antartide Cilena (Fuegia media) e nell'arcipelago della Terra del Fuoco (Isla Grande, Isla de los Estados e Isla Observatorio).
È presente anche in alcune isole subantartiche dell'Oceano Atlantico e dell'Oceano Indiano, specificatamente nelle isole Falkland, nell'isola Lynch, nel settore S (da 30°W a 90°W) dell'Antarctic Botanical Zone (Orcadi Meridionali), nell'isola Petermann (al largo della Costa di Graham sul versante occidentale della penisola Antartica), nell'isola di Re Giorgio (Shetland meridionali) e nelle isole Prince Edward, Crozet e Kerguelen.
La specie ha un habitat piuttosto limitato in Antartide, colonizzando quasi esclusivamente le superfici fessurate delle rocce silicee in luoghi umidi, ombreggiati e riparati, dove si sviluppa in ciuffi densi. Forma anche piccoli tappetini appiattiti per lo più sottili, di colore da giallastro a marrone all'interno e da verde a verde biancastro o da giallo a verdastro all'esterno, dove è stato rinvenuto in associazione con altri muschi quali Bartramia patens, Sanionia georgicouncinata, Pohlia cruda,  Andreaea gainii, Hymenoloma antarcticum, ed epatiche, quali Barbilophozia hatcheri e Lophozia excisa.

## Tassonomia
I primi esemplari furono raccolti dal botanico Carl Skottsberg nel corso della spedizione Nordenskjöld-Larsen del 1901-1904, guidata da Otto Nordenskjöld, con la nave Antarctic, al comando del capitano Carl Anton Larsen. Provenivano dalla Terra del Fuoco e furono raccolti il 6 marzo 1902 in monte supra Ushuaia, a 530 m di altitudine, e il 9 ottobre 1902 in silva ad Bahia Lapataia.
In una nota preliminare «afin de prendre date» del 1905, il muschio fu brevemente descritto dal briologo francese Jules Cardot che, comparandolo con  P. lucidulum Mitt. e con P. denticulatum Br. et Sch., ai quali somigliava ma da cui differiva per una serie di caratteri differenziali specifici, istituì la nuova specie P. ovalifolium, designando come olotipo l'esemplare dell'erbario Cardot.